# Magdalena Bartoș
Magdalena Bartoș, po mężu Chezan (ur. 23 lipca 1954 w Bukareszcie) – rumuńska florecistka, pięciokrotna medalistka mistrzostw świata. 
Podczas mistrzostw świata w Göteborgu w 1973 roku Rumunki w składzie: Ana Pascu, Ecaterina Stahl, Suzana Ardeleanu, Magdalena Bartoș i Ileana Gyulai zdobyły brązowy medal w zawodach drużynowych. W tej samej konkurencji zdobywała też brązowe medale na mistrzostwach świata w Grenoble (1974), mistrzostwach świata w Budapeszcie (1975), mistrzostwach świata w Buenos Aires (1977) i mistrzostwach świata w Hamburgu (1978).
Wystartowała na igrzyskach olimpijskich w Montrealu w 1976 roku, gdzie indywidualnie odpadła w drugiej rundzie, a w zawodach drużynowych zajęła siódme miejsce.
Wywalczyła także srebrne medale w drużynie na uniwersjadzie w Moskwie (1973) i uniwersjadzie w Sofii (1977).
Jej mąż, Mihai Chezan, a także szwagierka, Alexandrina Chezan byli reprezentantami Rumunii w siatkówce.